# Pink Ocean
Albums de Oh My Girl
Closer
(2015) Listen to My Word
(2016)
Singles
1. Step by Step
Sortie : 21 mars 2016
2. Liar Liar
Sortie : 28 mars 2016
3. Windy Day
Sortie : 26 mai 2016

Pink Ocean est le troisième mini-album du girl group sud-coréen Oh My Girl. Il est sorti le 28 mars 2016 sous WM Entertainment et distribué sous LOEN Entertainment. Une réédition de l'album nommée Windy Day, avec le titre principal du même nom, est publiée le 26 mai 2016.

## Liste des pistes
| Pink Ocean | Pink Ocean                                                                                    | Pink Ocean       | Pink Ocean                                                                | Pink Ocean | Pink Ocean | Pink Ocean | Pink Ocean | Pink Ocean | Pink Ocean |
| No         | Titre                                                                                         | Auteur           | Producteur(s)                                                             | Durée      |            |            |            |            |            |
| ---------- | --------------------------------------------------------------------------------------------- | ---------------- | ------------------------------------------------------------------------- | ---------- | ---------- | ---------- | ---------- | ---------- | ---------- |
| 1.         | Liar Liar                                                                                     | Seo Ji-eum, Mimi | David Anthony, Sophie White, Joe Killington                               | 3:14       |            |            |            |            |            |
| 2.         | B612                                                                                          | Seo, Mimi        | Andreas Öberg, Xin Xin Gao, Darren "Baby Dee Beats" Smith, Sean Alexander | 4:06       |            |            |            |            |            |
| 3.         | I Found Love                                                                                  | Seo, Mimi        | Anthony, White, Phoebe Brown                                              | 3:34       |            |            |            |            |            |
| 4.         | Knock Knock                                                                                   | 72               | Öberg, Pär Almqvist, August Vinberg                                       | 3:37       |            |            |            |            |            |
| 5.         | Step by Step (Coréen: 한 발짝 두 발짝, RR: Han Baljjak Du Baljjak, lit. "One Step Two Steps") | Jung Jin-young   | Jung                                                                      | 3:43       |            |            |            |            |            |
| 18:14      |                                                                                               |                  |                                                                           |            |            |            |            |            |            |

| Windy Day – Réédition | Windy Day – Réédition          | Windy Day – Réédition                | Windy Day – Réédition                                       | Windy Day – Réédition | Windy Day – Réédition | Windy Day – Réédition | Windy Day – Réédition | Windy Day – Réédition | Windy Day – Réédition |
| No                    | Titre                          | Auteur                               | Producteur(s)                                               | Durée                 |                       |                       |                       |                       |                       |
| --------------------- | ------------------------------ | ------------------------------------ | ----------------------------------------------------------- | --------------------- | --------------------- | --------------------- | --------------------- | --------------------- | --------------------- |
| 1.                    | Windy Day                      | Seo Ji-eum, Mimi                     | Maria Marcus, Andreas Öberg                                 | 4:09                  |                       |                       |                       |                       |                       |
| 2.                    | Stupid in Love                 | Junebug                              | Darren "Baby Dee Beats" Smith, Evan Haymond, Tammy Infusino | 3:37                  |                       |                       |                       |                       |                       |
| 3.                    | Liar Liar (Version coréenne)   | Seo, Mimi                            | David Anthony, Sophie White, Joe Killington                 | 3:14                  |                       |                       |                       |                       |                       |
| 4.                    | B612                           | Seo, Mimi                            | Öberg, Xin Xin Gao, Smith, Sean Alexander                   | 4:06                  |                       |                       |                       |                       |                       |
| 5.                    | I Found Love                   | Seo, Mimi                            | Anthony, White, Phoebe Brown                                | 3:34                  |                       |                       |                       |                       |                       |
| 6.                    | Knock Knock                    | 72                                   | Öberg, Pär Almqvist, August Vinberg                         | 3:37                  |                       |                       |                       |                       |                       |
| 7.                    | Step by Step (한 발짝 두 발짝) | Jung Jin-young                       | Jung                                                        | 3:43                  |                       |                       |                       |                       |                       |
| 8.                    | Liar Liar (Version chinoise)   | Seo, Mimi, Tina Wang, Bang Soo-kyung | Anthony, White, Killington                                  | 3:14                  |                       |                       |                       |                       |                       |
| 29:14                 |                                |                                      |                                                             |                       |                       |                       |                       |                       |                       |

## Classement

### Pink Ocean
| Classement (2016)          | Meilleure position |
| -------------------------- | ------------------ |
| South Korean Albums (Gaon) | 5                  |

### Windy Day
| Classement (2016)          | Meilleure position |
| -------------------------- | ------------------ |
| South Korean Albums (Gaon) | 4                  |

## Historique de sortie
| Album      | Date         | Format                       | Label                                               |
| ---------- | ------------ | ---------------------------- | --------------------------------------------------- |
| Pink Ocean | 28 mars 2016 | CD, téléchargement numérique | WM Entertainment, LOEN Entertainment (distributeur) |
| Windy Day  | 26 mai 2016  | Téléchargement numérique     | WM Entertainment, LOEN Entertainment (distributeur) |
| Windy Day  | 31 mai 2016  | CD                           | WM Entertainment, LOEN Entertainment (distributeur) |